# Pié Masumbuko
Pié Masumbuko (nascido em 29 de setembro de 1931) foi um político membro da União para o Progresso Nacional e primeiro-ministro interino do Burundi de 15 a 26 de janeiro de 1965.
Ele representou a nação do Burundi na assinatura do Tratado de Proibição Parcial de Testes em 4 de outubro de 1963.